# Epífora
|  | Per a altres significats, vegeu «Epífora (retòrica)». |

En medicina i veterinària, l'epífora (del grec ἐπιφορά, aflux) és l'existència de llagrimeig continu. Pot ser causada per un excés de fabricació de llàgrimes de la glàndula o per obstrucció del conducte nasolacrimal (més freqüent).